# Tamseuxoa ingoufii
Tamseuxoa ingoufii är en fjärilsart som beskrevs av Paul Mabille 1885. Tamseuxoa ingoufii ingår i släktet Tamseuxoa och familjen nattflyn. Inga underarter finns listade i Catalogue of Life.